# Б'янка Марія Вісконті
Б'янка Марія Вісконті (італ. Bianca Maria Visconti; 31 березня 1425, Борнаско  —28 жовтня 1468, Меленьяно) —незаконна дитина та єдина спадкоємиця Філіпо Марія Вісконті, дружина Франческо Сфорца ,герцогиня Міланська з 1453 по1467 рік, матір Ґалеаццо Марія Сфорца та Людовіко Моро.

## Життєпис

### Молоді роки
Походила з династії Вісконті. Позашлюбна донька Філіпо Марія Вісконті, герцога Міланського, та Агнеси дель Майно. Народилася у 1425 році. Невдовзі з матір'ю було відправлено до замку в Аббіаті (Абб'ятеграссу). Тут вона провила молоді роки, здобула гарну освіту, зокрема вивчила латину, французьку і провансальську мови, античну класику, італійську літературу. Вчителями були фра Антоніо де Ро та П'єр Кандідо. Водночас захопилася полюванням та розведенням коней.
Оскільки Б'янка була єдиною донькою герцога, то він використовував її в політичних інтересах Міланського герцогства. Спочатку у 1430 році її було заручено з графом Франческо Сфорца, але невдовзі заручини розірвано. Того ж року за внесок у 1200 дукатів імператор Сигізмунд Люксембург визнав Б'янку Марію спадкоємницею батька-герцога.
У 1432 році підписано новий шлюбний контракт зі Сфорцою, але знову розірвано. У 1434 році укладено шлюбний контракт з Карло Гонзаго, сином Джанфраческо, маркиза Мантуї.
Пізніше Б'янка стала нареченою Леонелло Есте, маркіза Феррари. У 1440 році Б'янка Марія навіть на деякий час перебралася до Феррари, вперше залишився Аббіаті. Втім в цей час Франческо Сфорца розірвав договір з Венецією та перейшов на бік Мілану. Тому Б'янка у 1441 році повернулася додому. 24 жовтня того ж року вийшла заміж за Сфорци. Шлюб відбувся у Кремоні, подружжя отримала від Філіпо Марія Вісконті титул графа і графині.

### Шлюб
Наприкінці 1441 року разом з чоловіком перебралася до Венеції на запрошення дожа Франческо Фоскарі. Потім відвідала Ріміні на запрошення графа Сигізмондо Пандольфо Малатести. Деякий час мешкала у замку Єзі. У 1442 році чоловік призначив Б'янку Марію управителькою володінь Сфорца в Марці. Тут виявила адміністративний, господарський та дипломатичний хист.
Протягом 1442—1447 років намагалася замирити батька та чоловіка, розраховуючи домогтися складання заповіту щодо спадкування Міланського герцогства на свою користь та чоловіка Франческо. Зрештою у 1447 році Б'янка і Франческо рушили до Мілану, на дорозі отримала звістку про смерть герцога Філіпо Марія. По прибуттю до Мілану, отримали звістку про встановлення Амброзіанської республіки, яка запропонувала Сфорца звання капітана. Б'янка Вісконті було проти, але її чоловік погодився.
Б'янка залишилася у Кремоні, що була приватним володінням подружжя, а Франческо Сфорца розпочав боротьбу з повсталими міста, яких підтримала Венеційська республіка. У 1448 році Б'янка Марія Вісконті очолила оборону Кремону, змусивши венеційців відступили. Це сприяло популярності серед міланців. Слідом за цим перебралася до Павії. Звідси вела дипломатичну гру, намагаючись домогтися від інших представників свого роду стосовно підтримки Франческо Сфорца. Надалі це також сприяло сходженню чоловіка на герцогський трон у 1450 році.

### Герцогиня
Після оголошення Б'янки та Франческо правителями (герцогинею і герцогом) Мілану подружжя вміло взаємодіяли з відновлення могутності Міланської держави. Надалі взяла на себе частину адміністративної діяльності. 1450 році опікувалася відновленням герцогського замку, що надалі отримав назву замок Сфорца.
У 1453 році умовила прибути до Кремони Рене Анжуйського, який рушив на південь для захоплення Неаполітанського королівства. Герцогиня намагалася використати анжуйські війська для розширення Міланського герцогства. У 1456 році опікувалася зведенням міланської лікарні Оспедале Маджоре. У 1459 році підтримала ідею хрестового походу папи римського Пія II, запропонувавши 300 лицарів при умові призначення Франческо Сфорца військовим очільником.

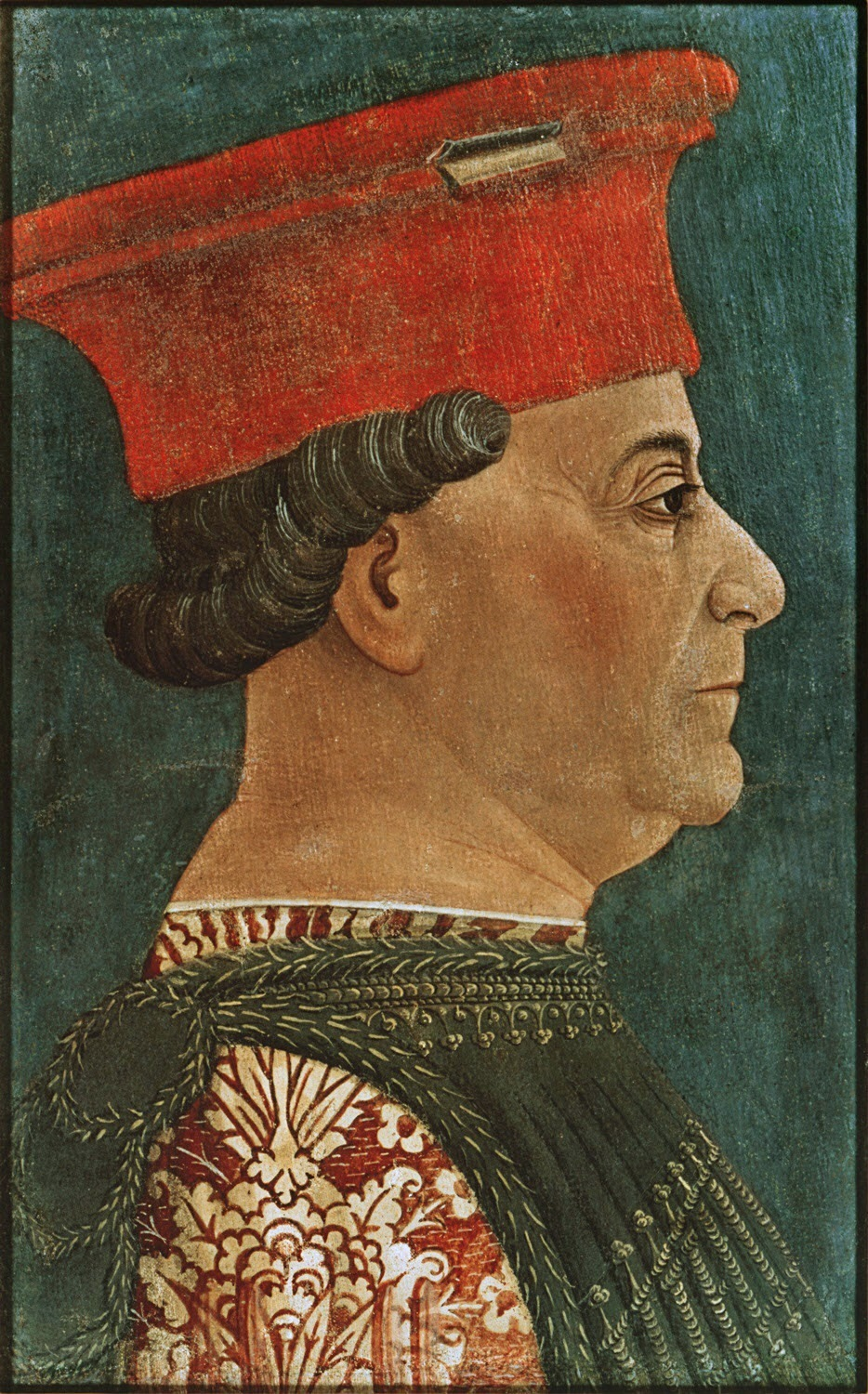
Франческо Сфорца, портрет роботи Бембо(Мілан, Пінакотека Брера)

У 1462 році під час важкої хвороби чоловіка Б'янка фактично перебрала управління  на себе, що запобігло розпаду герцогства. У 1465 році померла її мати, а 8 березня 1466 року — її чоловік Франческо Сфорца.
Слідом за цим взяла на себе керування та закликала до Мілану сина Галеаццо Марія, який був поза межами герцогства. Незабаром у герцогині стався конфлікт, оскільки той намагався правити самостійно, не маючи значного адміністративного та політичного досвіду.
Невдовзі змушена була перебратися до Кремони. Звідси розпочала перемовини з Фердинандом I, королем Неаполю. У 1468 році рушила до Мілану, збираючись брати участь у шлюбній церемонії старшого сина-герцога. Але в дорозі тяжко захворіла, тому повернулася до Кремони, де невдовзі померла. сучасники звинувачували її сина герцога Галеаццо Марію в отруєнні Б'янки Марії.
Похована в Міланському соборі.

## Родина
Чоловік — Франческо Сфорца, герцог Міланський
Діти:
- Галеаццо Марія (1444—1476), герцог міланський у 1466—1476 роках
- Іпполіта Марія (1445—1488), дружина Альфонса II Трастамара, короля Неаполітанського
- Філіпо Марія (1449—1492), граф Корсики та Павії
- Сфорца Марія (1451—1479), герцог Барійський
- Лодовіко (1452—1508), герцог Міланський у 1480—1500 роках
- Єлізавета (1453—1472), дружина Гіл'єрмо VIII Палеолога, маркиза Монферрато
- Асканіо (1455—1505), кардинал
- Оттавіано (1458—1477), граф Лугано